# Чемпионат Европы по трековому велоспорту 2014
5-й Чемпионат Европы по трековому велоспорту проходил с 16 по 19 октября 2014 года на велодроме Амедея Детро в Бе-Мао, во французском заморском департаменте Гваделупа. Организатором соревнований выступил Европейский союз велосипедистов (UEC). Все чемпионы Европы награждались майкой чемпиона Европы, которую они обязаны носить в течение года, выступая в том же виде на других соревнованиях.
Были разыграны по 10 комплектов медалей в олимпийских дисциплинах у мужчин и женщин. В этих дисциплинах впервые были разыграны квалификационные очки для участия в летних Олимпийских играх 2016 года. Также разыгрывались медали в девяти неолимпийских дисциплинах, в том числе в мэдисоне у мужчин и в гонке по очкам у мужчин и женщин, скрэтче, гите (1000 метров у мужчин, 500 метров у женщин) и в индивидуальных гонках преследования у обоих полов. Омниум впервые был проведён в новом формате, завершившись гонкой по очкам, а не спринтерской гонкой на время.
Необычным было то, что соревнования проводились на полностью открытом велотреке с бетонной дорожкой длиной 333 метра, в отличие от стандартных 250-метровых деревянных велодромов, которые обычно используются в подобных соревнованиях. В результате некоторые виды соревнований (командные спринты, омниумы и гонки по очкам) проводились на нестандартных дистанциях.
Кроме того, соревнования впервые прошли за пределами континентальной Европы, в Карибском бассейне.

## Обзор
Великобритания стала лучшей по количеству золотых медалей, в том числе в командной и индивидуальной гонках преследования. Больше всего медалей завоевала Германия — тринадцать, включая пятый подряд титул в мужском командном спринте. Россия завоевала четыре золотые медали, став второй в медальном зачёте. Первая в истории медаль была у Австрии — золото в мэдисоне.
Самой успешной в личном зачёте стала россиянка Анастасия Войнова с тремя золотыми медалями.
Впервые в новом формате прошли соревнования по омниуму, где все очки, завоёванные в первых пяти дисциплинах, переходили в финальную гонку по очкам. Несмотря на изменения, британка Лора Тротт защитила свой титул в женском зачёте и сохранила за собой звание самой успешной велогонщицы в истории соревнований с шестью золотыми медалями. Победитель гонки по очкам 2013 года, итальянец Элиа Вивиани, выиграл мужской омниум, войдя в финальную гонку по очкам с явным преимуществом. Кэти Арчибальд стала первой победительницей женской индивидуальной гонки преследования на чемпионате. Тем самым она прервала монополию британской подруги по команде Джоанны Роуселл на все возможные международные титулы в командной и индивидуальной гонках преследования.
Золото Эда Клэнси в командной гонке преследования сделало его самым успешным гонщиком за всю историю соревнований: на его счету было пять золотых и одна бронзовая медаль. Золото Грегори Боже в спринте стало для него первым, и завоевано оно было на родной земле, так как Боже родился в Гваделупе.
Несколько раз соревнования задерживались из-за дождя на открытом велотреке, а результаты в дисциплинах где засекается время, как и ожидалось, были значительно медленнее, чем обычно.

## Участники
В соревнованиях приняли участие 218 спортсменов (93 женщины и 125 мужчин) из 23 стран.
- Австрия (2)
- Азербайджан (4)
- Беларусь (14)
- Бельгия (10)
- Великобритания (15)
- Венгрия (1)
- Германия (17)
- Греция (5)
- Дания (6)
- Ирландия (11)
- Испания (15)
- Италия (12)
- Литва (9)
- Нидерланды (11)
- Польша (14)
- Россия (22)
- Словения (1)
- Турция (1)
- Украина (13)
- Финляндия (3)
- Франция (19)
- Чехия (6)
- Швейцария (7)

## Призёры
| Дисциплина                                   | Золото                                                                                      | Золото    | Серебро                                                                                                   | Серебро                       | Бронза | Бронза                        |
| -------------------------------------------- | ------------------------------------------------------------------------------------------- | --------- | --- | ----------------------------- | --- | ----------------------------- |
| Мужчины                                      |                                                                                             |           | |                               | |                               |
| Спринт подробнее                             | Грегори Боже · Франция                                                                      |           | Дамиан Зелинский · Польша                                                                                 |                               | Роберт Фёрстеманн · Германия                                                                                     |                               |
| Командный спринт § подробнее                 | Германия · Роберт Фёрстеманн · Тобиас Вехтер · Йоахим Айлерс                                | 59.602    | Франция · Грегори Боже · Кевин Сиро · Микаэль Д’Альмейда                                                  | 59.820                        | Россия · Павел Якушевский · Денис Дмитриев · Никита Шуршин                                                       | 1:00.061                      |
| Кейрин подробнее                             | Йоахим Айлерс · Германия                                                                    |           | Маттейс Бюхли · Нидерланды                                                                                |                               | Денис Дмитриев · Россия                                                                                          |                               |
| Гит (1000 м) подробнее                       | Каллум Скиннер · Великобритания                                                             | 1:02.399  | Йоахим Айлерс · Германия                                                                                  | 1:02.474                      | Квентин Лафарж · Франция                                                                                         | 1:02.734                      |
| Омниум подробнее                             | Элиа Вивиани · Италия                                                                       | 219 очков | Джонатан Диббен · Великобритания                                                                          | 198 очков                     | Унай Элорриага · Испания                                                                                         | 179 очков                     |
| Командная гонка преследования подробнее      | Великобритания · Эд Клэнси · Энди Теннант · Оуэйн Доулл · Джонатан Диббен                   | 4:11.545  | Германия · Хеннинг Боммель · Тео Рейнхардт · Нильс Шомбер · Керстен Тиле · Леон Роде                      | 4:12.342                      | Россия · Алексей Курбатов · Евгений Ковалёв · Иван Ковалёв · Александр Серов · Артур Ершов                       | 4:13.318                      |
| Индивидуальная гонка преследования подробнее | Энди Теннант · Великобритания                                                               | 4:32.686  | Александр Евтушенко · Россия                                                                              | 4:34.954                      | Керстен Тиле · Германия                                                                                          | 4:32.878                      |
| Гонка по очкам подробнее                     | Бенжамен Тома · Франция                                                                     | 37 очков  | Лиам Бертаццо · Италия                                                                                    | 30 очков                      | Хеннинг Боммель · Германия                                                                                       | 24 очков                      |
| Скрэтч подробнее                             | Отто Вергарде · Бельгия                                                                     |           | Элой Теруэль · Испания                                                                                    |                               | Эд Клэнси · Великобритания                                                                                       | отставание на круг            |
| Мэдисон подробнее                            | Австрия · Андреас Граф · Андреас Мюллер                                                     | 6 очков   | Бельгия · Отто Вергарде · Кенни Де Кетеле                                                                 | 21 очков (отставание на круг) | Франция · Вивьен Брисс · Морган Кнейски                                                                          | 18 очков (отставание на круг) |
| Женщины                                      |                                                                                             |           | |                               | |                               |
| Спринт подробнее                             | Анастасия Войнова · Россия                                                                  |           | Таня Кальво · Испания                                                                                     |                               | Кристина Фогель · Германия                                                                                       |                               |
| Командный спринт § подробнее                 | Россия · Елена Брежнева · Анастасия Войнова · Дарья Шмелёва                                 | 44.341    | Германия · Мириам Вельте · Кристина Фогель                                                                | 44.623                        | Нидерланды · Элис Лигтле · Шеннон Браспеннинкс                                                                   | 45.302                        |
| Кейрин подробнее                             | Кристина Фогель · Германия                                                                  |           | Елена Брежнева · Россия                                                                                   |                               | Шеннон Браспеннинкс · Нидерланды                                                                                 |                               |
| Гит (500 м) подробнее                        | Анастасия Войнова · Россия                                                                  | 34.242    | Элис Лигтле · Нидерланды                                                                                  | 34.776                        | Мириам Вельте · Германия                                                                                         | 34.842                        |
| Омниум подробнее                             | Лора Тротт · Великобритания                                                                 | 199 очков | Жольен Д'Ор · Бельгия                                                                                     | 198 очков                     | Анна Кнауэр · Германия                                                                                           | 167 очков                     |
| Командная гонка преследования подробнее      | Великобритания · Кэти Арчибальд · Элинор Баркер · Кьяра Хорн · Лора Тротт · Джоанна Роуселл | 4:38.391  | Россия · Тамара Балаболина · Ирина Моличева · Александра Гончарова · Евгения Романюта · Александра Чекина | 4:45.364                      | Италия · Симона Фраппорти · Беатрис Бартеллони · Татьяна Гудерцо · Сильвия Вальсекки · Мария Джулия Конфалоньери | 4:42.018                      |
| Индивидуальная гонка преследования подробнее | Кэти Арчибальд · Великобритания                                                             | 3:40.136  | Мике Крёгер · Германия                                                                                    | 3:42.153                      | Вилья Серейкайте · Литва                                                                                         | 3:45.811                      |
| Скрэтч подробнее                             | Евгения Романюта · Россия                                                                   |           | Лори Бертон · Франция                                                                                     |                               | Елена Чеккини · Италия                                                                                           |                               |
| Гонка по очкам подробнее                     | Евгения Буяк · Польша                                                                       | 21 очков  | Келли Дрёйтс · Бельгия                                                                                    | 14 очков                      | Елена Чеккини · Италия                                                                                           | 14 очков                      |

§ = заезд на нестандартную дистанцию (мужчины = 1000 метров, женщины = 660 метров)
- заштрихованные соревнования — неолимпийские
- спортсмены, выделенные курсивом, не участвовали в соответствующих финалах

## Медальный зачёт
*   Принимающая страна (Франция)
| Место           | Страна          | Золото | Серебро | Бронза | Всего |
| --------------- | --------------- | ------ | ------- | ------ | ----- |
| 1               | Великобритания  | 6      | 1       | 1      | 8     |
| 2               | Россия          | 4      | 3       | 3      | 10    |
| 3               | Германия        | 3      | 4       | 6      | 13    |
| 4               | Франция*        | 2      | 2       | 2      | 6     |
| 5               | Бельгия         | 1      | 3       | 0      | 4     |
| 6               | Италия          | 1      | 1       | 3      | 5     |
| 7               | Польша          | 1      | 1       | 0      | 2     |
| 8               | Австрия         | 1      | 0       | 0      | 1     |
| 9               | Нидерланды      | 0      | 2       | 2      | 4     |
| 10              | Испания         | 0      | 2       | 1      | 3     |
| 11              | Литва           | 0      | 0       | 1      | 1     |
| Всего стран: 11 | Всего стран: 11 | 19     | 19      | 19     | 57    |